# Портрет Віван-Денона
«Портрет Віван-Денона» - портрет роботи французького художника Робера Лєфевра.

## З каталогом творів Пуссена в руках
В кріслі, застеленому хутром, сидить літня людина, що посміхається глядачу привітно і утомлено. В руках — розкішний том, а напис французькою сповіщає, що це каталог, том присвячений живопису митця 17 століття — Ніколя Пуссена, тим творам, що були відомі на той час.
Зазвичай так подавали відомого діяча, що демонстрував найбільше досягнення своєї діяльності, щось таке, що заслуговує пошани сучасників і нащадків. Невеличкий за розмірами портрет (без пишних завіс, величних колон і зайвих дрібниць, притаманних парадним портретам тої доби) зберігає тим не менше парадність в подачі образу і демонструє пошану самого художника. Каталог наче натяк на головну ланку діяльності особи — мистецтво і музей Лувр. Так воно і було. Підпис під портретом сповіщає, що це — Домінік Віван-Денон (1747—1825).

## Призабутий Віван-Денон
Він прожив довге і бурхливе життя на зламі 18-19 століть, коли небезпечна і трагічна епоха ламала людські долі, піднімала одних до високих суспільних щаблів і кидала інших у небуття, сприяла розкриттю як видатних здібностей, так і срашних вад і злочинів, коли психіка людей не встигала за стрімким перебігом подій, що несли то нову війну, то поразку, то смерть тисячам людей.
Аристократ і непоганий художник, Віван-Денон тісно пов'язав свою діяльність з мистецтвом. Але навіть спокійна галузь опинилася втягнутою у бурхливий потік політичних змін кінця 18 століття.
Реальність мимоволі зіштовхне Віван-Денона то з королями Франції і Російської імперії, то з суворими діячами французької Революції 1789–1793 рр. На початку своєї кар'єри він — особа, що спілкувалася з філософом Вольтером та імператрицею Катериною ІІ, людина, наближена до мадам Помпадур і короля Франції. В трагічні роки революції — він знайомець і співпрацівник художника Жака-Луї Давіда, зустрічався з диктатором Робесп'єром, з дружиною Наполеона — Жозефіною. Доля закидала його то у Російську імперію, то у Швейцарію, то у Єгипет. Ким тільки він не був — володарем маєтків, дипломатом, жебракуючим художником, науковцем-дослідником старожитностей Єгипту, рятівником тисяч творів мистецтва і свідком загибелі портретів нещодавніх політичних кумірів, які кидали у вогонь нові політичні переможці. Смішно читати, як сухі рядки історичних довідників сповіщають, що Віван-Денон був — французьким гравером. А це — тільки одна іпостась складної, темпераментної і багато обдарованої індивідуальності, до того ж — неголовна.
Адже він був і дипломатом, і письменником (роман якого поціновував сам Оноре де Бальзак), і науковцем, і генаральним директором усіх французьких музеїв, що діяльно сприяв комплектуванню низки музеїв і віднайденню і рятуванню тисяч творів мистецтва, їх опису і введенню в науковий обіг. Саме Віван-Денон стояв біля витоків європейської єгиптології, біля витоків і європейського музеєзнавства на початку 19 століття.